# Lattes Editori
Lattes Editori (nome completo S. Lattes & C. Editori) è una casa editrice italiana.
L'azienda fu fondata nel 1893 da Simone Lattes (Torino, 1862–1925). L'attività è stata continuata dal figlio Ernesto (Torino, 1886–1937, vicepresidente sotto la direzione del padre, poi presidente) e dal nipote Mario (Torino, 1923–2001). Attualmente la casa editrice è gestita da Renata Lattes.
Si occupa principalmente di libri scolastici.